# Blepephaeus shembaganurensis
Blepephaeus shembaganurensis là một loài bọ cánh cứng trong họ Cerambycidae.